# Paulo Silvino
Paulo Ricardo Campos Silvino (Rio de Janeiro, 27 de julho de 1939 — Rio de Janeiro, 17 de agosto de 2017) foi um ator, comediante, músico, compositor e apresentador de televisão brasileiro.

## Biografia
Filho de Silvino Netto e Naja Silvino, não tardou a despontar para a carreira artística. Iniciou a carreira em 1957 no filme Sherlock de Araque, onde apareceu como um cantor de rock and roll, usando o pseudônimo Dixon Savannah, ao lado de Carlos Imperial. No ano seguinte, atuou no filme Minha Sogra é da Polícia, que também teve a participação de Imperial, Roberto Carlos, Erasmo Carlos e Cauby Peixoto.
Ao lado de nomes como Altamiro Carrilho, Durval Ferreira e Eumir Deodato, lançou o LP Nova Geração em Ritmo de Samba, compondo e interpretando com sua voz abaritonada a maioria das canções, com o nome de Silvino Júnior. Também escreveu livros eróticos com o pseudônimo feminino Brigitte Bijou.
Durante as décadas de 1960 e 1970 ampliou sua produção musical e teatral, escrevendo e atuando em peças e filmes. Passa pelas extintas TV Tupi, TV Continental, TV Rio e TV Excelsior.
Estreou na Rede Globo em 1967, em TV Ó – Canal Zero e ganha dois prêmios como o melhor comediante de televisão do ano. Desde então, apresentou e foi destaque em diversos programas de humor da TV Globo: Faça Humor, Não Faça Guerra, Satiricom, Planeta dos Homens, Balança Mas Não Cai, Viva o Gordo e Brasil Pandeiro. Em 1988, comandou inúmeras vezes o Cassino do Chacrinha, substituindo o Velho Guerreiro.
Esteve no SBT de 1989 a 1992, onde atuou em A Praça É Nossa e na Escolinha do Golias, com Ronald Golias. Participou da Escolinha do Professor Raimundo (1993–1995), na Globo, e da Escolinha do Barulho (1999), na Record.
Em 1997 fez uma participação na novela Zazá da rede globo, onde interpretou um diretor de um programa de culinária.
Em 2000 entrou pro elenco do programa Zorra Total, onde fez muitos personagens, entre eles o mulherengo Alceu e o porteiro Severino
Seu humor era fortemente baseado em bordões e piadas de duplo sentido. São memoráveis o bordão do policial Fonseca, em quadro no qual contracenava com Jô Soares ("Guenta, doutor, ele gueeeeenta!!"), e do porteiro Severino ("isso é uma tremenda bichona, seu diretor" e "Cara, crachá! Cara, crachá!"). O ator busca a piada simples, mas de gosto popular, ao criar seus tipos, popularizando assim os bordões de seus personagens.
No cinema, participou de Um Edifício Chamado 200 (1973), Com a Cama na Cabeça (1973, autor do argumento), O Rei da Pilantragem (1968), Minha Sogra é da Polícia (1958) e Sherlock de Araque (1957).
Paulo Silvino teve três filhos: Flávio Silvino, João Paulo Silvino e Isabela Silvino. Após gravar seu primeiro LP e atuar em algumas novelas da Rede Globo, Flávio Silvino teve sua carreira parcialmente interrompida em 2 de novembro de 1993 ao sofrer um grave acidente de carro que lhe causou danos cerebrais ao deixá-lo em coma durante três meses e meio.
Paulo Silvino fazia parte do elenco de Zorra Total com seu personagem Severino, que participava do Strip Trem Quiz, e o Senador (Eu quero é mamar!!!). Com a mudança no Zorra Total, Silvino integrou o novo elenco do programa que tem pelo nome de Zorra apenas. Deixou o programa em 2017.
O ator descobriu em julho de 2016 que tinha um endocarcinoma (câncer de estomago). Foi operado com sucesso pelo cirurgião oncologista Dr. Leonaldson Castro e, desde o início de setembro de 2016, o humorista fazia sessões de quimioterapia para a remissão da enfermidade. "Só faltam quatro sessões e Paulo Silvino está ótimo!" A intenção é voltar logo para a telinha mas antes disso estaria lançando, em março de 2017, seu livro-vídeo "AS AVENTURAS DO PAPACETA". "Quero morrer na ativa, trabalhando na minha querida TV Globo", contou à revista. Paulo Silvino esteve na emissora desde 1966. Nesses 50 anos de casa, participou de diversos humorísticos, como Planeta dos Homens e Viva o Gordo, apresentou o programa de auditório "Porque Hoje é Sábado", foi redator do Domingão do Faustão e chegou a narrar uma novela, O Pulo do Gato.
Faleceu no dia 17 de agosto de 2017, aos 78 anos, quando lutava contra um câncer no estômago. O humorista morreu em casa, na Barra da Tijuca, Zona Oeste do Rio de Janeiro. Segundo a família, Silvino chegou a ser submetido a uma cirurgia no ano anterior, mas o câncer se espalhou e a opção da família foi que ele fizesse o tratamento em casa. O velório aconteceu no Memorial do Carmo, no Caju, o corpo do comediante foi cremado no mesmo local.

## Filmografia

### Televisão
| Ano     | Título                          | Personagem                                                     | Nota                              |
| ------- | ------------------------------- | -------------------------------------------------------------- | --------------------------------- |
| 1956    | Teatro Câmera Um                | Figurante                                                      | Episódio: "Maldição"              |
| 1965    | K Louros e Morenos              | Apresentador                                                   |                                   |
| 1966    | Canal 0                         | Apresentador                                                   |                                   |
| 1967–69 | TV 0 - TV 1                     | Apresentador / Vários Personagens                              |                                   |
| 1968    | Aquela Feliz... Cidade          | Vários personagens                                             |                                   |
| 1968    | Condomínio da Alegria           | Vários personagens                                             |                                   |
| 1968    | O Hotel do Porteiro Doido       | Vários personagens                                             |                                   |
| 1968    | Porque Hoje É Sábado            | Apresentador                                                   |                                   |
| 1968–71 | Balança Mas Não Cai             | Vários personagens                                             |                                   |
| 1969–71 | Alô Brasil, Aquele Abraço       | Apresentador                                                   |                                   |
| 1970    | Chico Anysio Especial           | Vários personagens                                             |                                   |
| 1970    | Faça Humor, Não Faça Guerra     | Vários personagens                                             |                                   |
| 1972    | Show da Girafa                  | Jurado                                                         |                                   |
| 1972    | Uau, a Companhia                | Vários personagens                                             |                                   |
| 1973–75 | Satiricom                       | Vários personagens                                             |                                   |
| 1976–82 | Planeta dos Homens              | Apresentador de Rádio / Olegário Carnaval / Vários personagens |                                   |
| 1978    | Brasil Pandeiro                 | Vários personagens                                             |                                   |
| 1978    | Kika e Xuxu                     | Vários personagens                                             |                                   |
| 1978    | O Pulo do Gato                  | Narrador / Mr. Mistério                                        |                                   |
| 1981–87 | Viva o Gordo                    | Vários personagens                                             |                                   |
| 1982    | Estúdio A... Gildo!             | Vários personagens                                             |                                   |
| 1982    | Sítio do Picapau Amarelo        | Magão                                                          | Episódio: "A Sobrinha da Cuca"    |
| 1982–83 | Balança Mas Não Cai             | Apresentador / Vários personagens                              |                                   |
| 1983    | A Festa É Nossa                 | Vários personagens                                             |                                   |
| 1983    | Mário Fofoca                    |                                                                | Episódio: "E.T. - O Extra-Tomate" |
| 1983    | Quarta Nobre                    | Louco Vampiro                                                  | Episódio: "O Inspetor Geral"      |
| 1984    | Humor Livre                     | Vários personagens                                             |                                   |
| 1988    | Grupo Escolacho                 | Professor Mesquitinha                                          | Especial de fim de ano            |
| 1989–92 | A Praça É Nossa                 | Homem do Açucareiro                                            |                                   |
| 1990    | Escolinha do Golias             | Vários personagens                                             |                                   |
| 1993–95 | Escolinha do Professor Raimundo | Seu Tabajara da Silva / Olímpio Urbano                         |                                   |
| 1997    | Zazá                            | Diretor de TV                                                  |                                   |
| 1999    | Escolinha do Barulho            | Olegário Carnaval                                              |                                   |
| 2000–15 | Zorra Total                     | Porteiro Severino / Vira Vira / Prefeito do Zorra City         |                                   |
| 2005    | Senta Que Lá Vem Comédia        | Autor                                                          | Episódio: "Anjinho Bossa Nova"    |
| 2011    | Criança Esperança               | Porteiro Severino                                              |                                   |
| 2015–17 | Zorra                           | Vários personagens                                             |                                   |

### Cinema
| Ano  | Título                                         | Personagem          |
| ---- | ---------------------------------------------- | ------------------- |
| 1957 | Sherlock de Araque                             | —                   |
| 1958 | Minha Sogra É da Polícia                       | —                   |
| 1969 | O Rei da Pilantragem                           | —                   |
| 1974 | Um Edifício Chamado 200                        | Homem da calçada    |
| 2014 | Muita Calma Nessa Hora 2                       | Fiscal da alfândega |
| 2015 | Até que a Sorte Nos Separe 3: A Falência Final | Padre Elias         |
| 2017 | Gostosas, Lindas & Sexies                      | Gilson              |